# Vika Jigulina
Vika Jigulina, de son vrai nom Victoria Corneva, est une chanteuse, compositrice, musicienne et DJ de musique Latin house roumaine originaire de Moldavie. Elle est connue pour avoir collaboré avec Edward Maya sur les chansons Stereo Love, This Is My Life et également son dernier single Desert Rain. Elle devient membre du groupe Devo depuis 2024 à la suite du départ de Josh Hager.

## Biographie
Vika Jigulina (de son vrai nom Victoria Corneva) est née le 18 février 1986 à Cahul (République socialiste soviétique moldave), d'un père russe et d'une mère roumaine. Elle commence sa carrière musicale à l'école de musique Rachmaninov et étudie en 2000 à Timișoara en Roumanie. Elle mixe ensuite dans des clubs locaux (elle devient notamment une résidente du Disco Country Timisoara). Après être apparu dans des fêtes en Roumanie, elle décide de déménager à Bucarest pour être plus disponible pour travailler en radios, qui lui ont offert une chance de se faire connaître au niveau national. C'est à partir de ce moment qu'elle enchaîne les concerts.
Elle est actuellement[Quand ?] résidente en semaine à la radio Vibe FM. Elle a participé à de nombreux évènements populaires en Roumanie tels que: La Liberty Parade 2007, La Liberty Parade 2008 Arenele Romane - Vibe FM Launch Party en 2008, I Love Music Tour, La Liberty Parade 2009, 2010. Elle a ainsi mixé avec des artistes locaux, mais aussi Steve Murano, Tomcraft, ATB, DJ Dox, Sebastian Ingrosso ou encore Steve Angello.
En 2009, elle a commencé à collaborer avec Edward Maya en tant que chanteuse (Stereo Love, This Is My Life ainsi que le duo Mono in Love). Elle a aussi enregistré un duo avec le groupe roumain Deepcentral (ro) intitulé High qui figure sur leur album éponyme, Deepcentral.
Sa collaboration continue encore aujourd'hui[Quand ?] avec Edward Maya depuis la signature d'un contrat, courant 2010, qui lui permet d'intégrer le label Mayavin Records.

## Discographie

### Singles
| Année | Titre                               | Classement par pays | Classement par pays | Classement par pays | Classement par pays | Classement par pays | Classement par pays | Classement par pays | Classement par pays | Classement par pays | Classement par pays | Classement par pays | Classement par pays | Classement par pays | Classement par pays | Classement par pays | Certifications | Album       |
| Année | Titre                               | Roumanie            | Belgique WAL        | Belgique FLA        | Pays-Bas            | SLV                 | France              | Allemagne           | Irlande             | Espagne             | Finlande            | Russie              | Royaume-Uni         | Europe              | CAN                 | US                  | Certifications | Album       |
| ----- | ----------------------------------- | ------------------- | ------------------- | ------------------- | ------------------- | ------------------- | ------------------- | ------------------- | ------------------- | ------------------- | ------------------- | ------------------- | ------------------- | ------------------- | ------------------- | ------------------- | -------------- | ----------- |
| 2009  | "Stereo Love" (feat. Edward Maya)   | 2                   | 2                   | 7                   | 1                   | 1                   | 1                   | 4                   | 1                   | 1                   | 1                   | 2                   | 4                   | 3                   | 19                  | —                   | - SWI: Platine | Stereo Love |
| 2010  | This Is My Life (feat. Edward Maya) | 3                   | —                   | 4                   | 24                  | 23                  | 2                   | —                   | —                   | —                   | 7                   | —                   | —                   | 10                  | —                   | —                   |                | Stereo Love |
| 2010  | Desert Rain (feat. Edward Maya)     | —                   | —                   | —                   | —                   | —                   | —                   | —                   | —                   | —                   | —                   | —                   | —                   | —                   | —                   | —                   |                |             |
| 2012  | Memories                            | —                   | —                   | —                   | —                   | —                   | —                   | —                   | —                   | —                   | —                   | —                   | —                   | —                   | —                   | —                   |                |             |
| 2012  | Mono In Love (feat. Edward Maya)    | —                   | —                   | —                   | —                   | —                   | —                   | —                   | —                   | —                   | —                   | —                   | —                   | —                   | —                   | —                   |                |             |